# Unsere Liebe Frau vom Rosenkranz (Swakopmund)
Unsere Liebe Frau vom Rosenkranz (englisch Holy Rosary Catholic Church) ist die römisch-katholische Kirche der Pfarrgemeinde Rosenkranz in Swakopmund im Erzbistum Windhoek in Namibia. Ihr angeschlossen befindet sich das Altenheim Antonius Residenz. Der Kirchenbau wurde 1958 fertiggestellt.

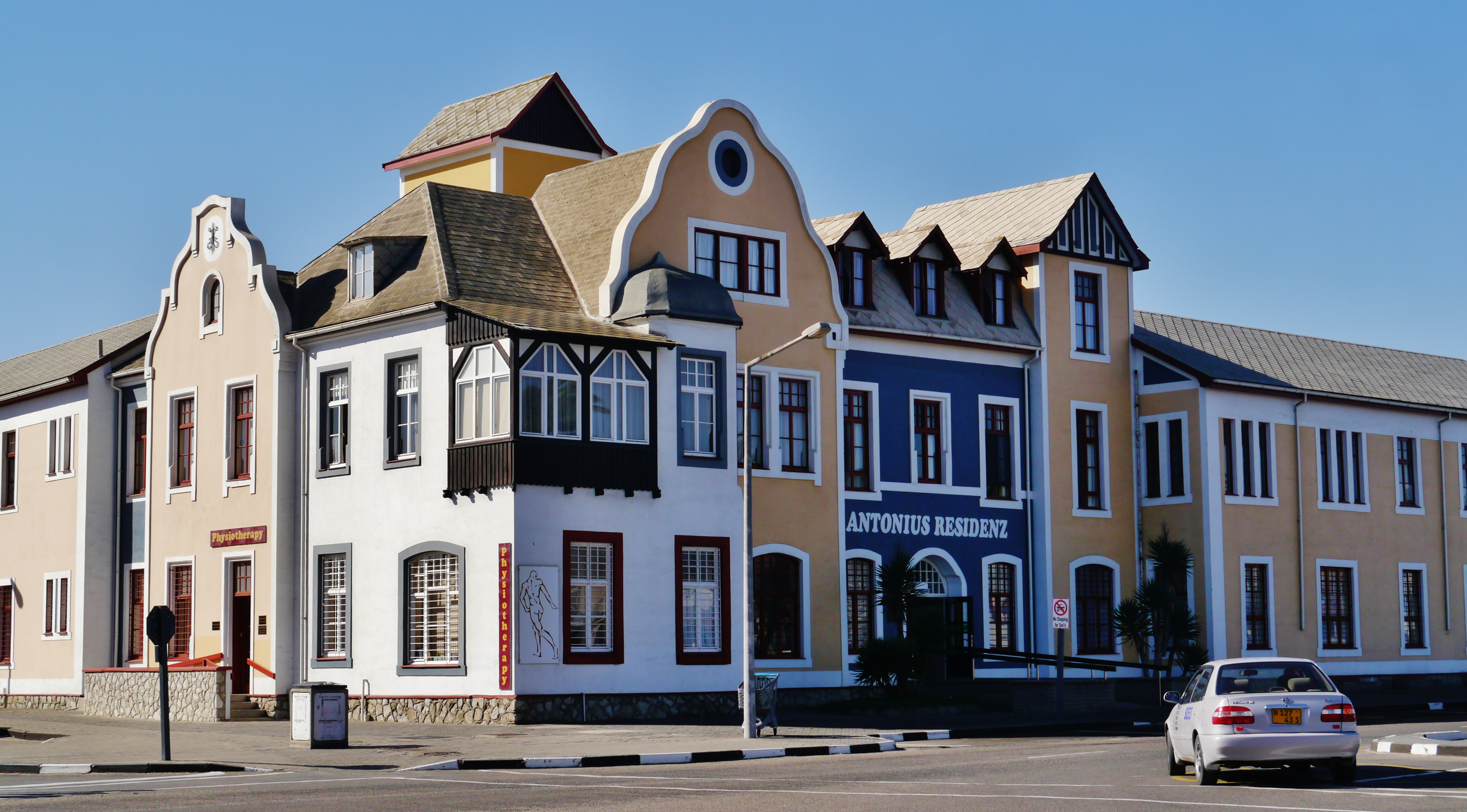
Altenheim der Kirche (2017)